# Deník To
Deník To je český internetový mediální portál a časopis, který vznikl v říjnu 2023. Věnuje se satiře a široké škále politických, ekonomických, sociálních a kulturních témat.

## Historie
Deník To založil v říjnu 2023 Marek Stoniš, který v lednu téhož roku odešel z postu šéfredaktora časopisu Reflex, a podnikatel Daniel Urban, angažující se a sponzorující stranu Svobodných. Vydavatelem je společnost LRC Media, založená v dubnu téhož roku s Urbanem coby jediným akcionářem. Na zřízení webového portálu záhy navázal i tištěný společensko-politický měsíčník To , vydaný poprvé 12. října 2023.

## Činnost
Portál se věnuje také kontroverzní videosatiře, která je charakterizována takzvanou ofenzivní trapností. Mezi přispěvětele Deníku To patří například Dana Jaklová, Vladimír Pikora, Petr Drulák, Benjamin Kuras, Igor Chaun, Ladislav Jakl, Angelika Bazalová nebo Vladimír T. Gottwald.
V říjnu 2024 se portál stal partnerem nových Cen za svobodu projevu, které uděluje Společnost pro obranu svobody projevu, podle ministerstva vnitra používající některé problematické postupy, jako je šíření dezinformací či konspirační uvažování.

## Šéfredaktor
- Marek Stoniš (od 2023)